# 世界水の日
世界水の日（せかいみずのひ、英語: World Water Day）は、1992年のブラジルのリオデジャネイロで開催された地球サミット（環境と開発に関する国際連合会議）のアジェンダ21で提案され、1993年、国際連合総会で3月22日を「世界水の日」とするとの決議によって定められた国際デーである。
国連は加盟国に対して、この日に各国で活動を企画するよう薦めており、水の危機に対応し、水と飲料水の確保や水資源の持続可能な開発に関連する取り組みを行う国連機関も様々な企画を催している。
国連加盟国以外にも、数々のNGOが水に関連した活動を催している。